# 城咲仁
城咲 仁（しろさき じん、1977年〈昭和52年〉9月23日 - ）は、日本のタレント。東京都板橋区大山西町出身。元ホスト。妻はタレントの加島ちかえ。

## 来歴
実家は板橋区大山西町に店を構えていた中華料理屋「丸鶴」。父親が実家を継がせようと料理の修行をさせたことに反発し、18歳の時に実家を飛び出す。その後料理店などで働きつつバンド活動を行うが、21歳のときにバンド仲間が自殺したことでショックを受け一度実家に戻る。
その後一念発起して、 新宿・歌舞伎町のホストクラブ「クラブ愛」に勤める。同店を選んだのは、20歳のときにバイト先の常連に連れられ客として店を訪問した際、席についたホストが年下の城咲にも丁寧な接客をしてくれたことで、それまで「チャラい」と思っていたホストのイメージが塗り替わったためだという。「クラブ愛」では5年間No.1ホストを務め、カリスマホストとして数多くのテレビ番組に出演。ホスト時代から全国にその名を知られる有名人であり、本人曰く「当時の年収は1億円を超えていた」という。当初の源氏名は「浅樹仁」だった。
2005年初頭に突然ホストを引退し、同年タレントに転身。サンミュージックに所属した（2021年まで）。当時「そろそろホストを引退し中華料理店でもやろう」と考えていた折、サンミュージックの社長が「クラブ愛」に来店し、そこで引退の考えを打ち明けたところスカウトされたという。以後はバラエティ番組を中心に活動を行っている。また、テレビショッピング番組にも出演し、自らが納得した商品を紹介している。
2006年6月21日、酒井政利プロデュースによりフォーリーブスのカバー曲「ブルドッグ」で歌手デビュー。
2021年4月3日、タレントの加島ちかえと結婚。7日に発表した。同月16年間に渡って所属していたサンミュージックを退社独立してフリーで活動している。妻の加島は結婚後もサンミュージックに所属している。
2023年頃に父親が体調を崩し入院したことを契機に、実家を継ぐ決意を固める。2024年には芸能活動の傍ら、週に何日かは「丸鶴」の厨房に入り、父の味を継ぐべく指導を仰いでいた。また、城咲の妻も店を手伝っていた。しかし、諸事情により2024年12月28日に閉店した。城崎は「父のチャーハンの味を守りたい」として、「丸鶴」のレシピをベースとした冷凍食品のチャーハン「丸鶴魂」を開発し販売を行っている（発売元は株式会社アイデン）。

## 人物
- 子供時代、隣町の大山商店街「ハッピーロード大山」のマスコットキャラクターの名付け親になったことがある。また、ホストになる前はイタリア料理店で働いていたことがあり、料理は得意[14]。
- 剛柔流空手道の初段認定を持つ[15]。
- ダイアンと仲が良く、漫才で共演していたほか、TBSで2006年5月1日放送の『関口宏の東京フレンドパークII』にも揃って出演した。猫ひろし、エスパー伊東とも仲が良い。猫ひろしとは初対面のときは互いに良い印象を持っていなかったが、話をしていくうちに意気投合し、今は親友となっている。
- 2006年6月27日には成城大学で1日特別講師に就任し、講義を行なった。
- 討論番組に出演した際には往々にして保守的な側面を見せることが多い。
- 音楽バンドでは、BUCK-TICKの大ファンであり、彼らのライブの打ち上げに顔を出す仲である。また、シドのファンでもあり、ボーカルのマオとは友人関係である。
- 大人の悪ふざけをテーマにしたロックバンド「真剣組〜GACHI-GUMI〜」のボーカルとしても活躍し、定期的にライブも行っている。
- 2015年の『有吉反省会』にて、変装してホストクラブに入店して現役ホストと競うという企画に出演。ネタバラシの後、店のNO1ホストから「一味違う所が出ちゃう」と称賛され、城咲は「超楽しかったけどこんなキツイ事やってたのか」「芸能界頑張ろう」の言葉を残した。
- ランディー・ヲ様とのお笑いコンビ「元ホスト」としてM-1グランプリ出場経験があり、2015年には3回戦に進出した[16]。
- ホスト時代、後輩たちが遊びに行くときは、現金の入ったままヴィトンの財布ごと渡していた[17]。
- 2016年の『キテレツ人生!なんでこうなった!?消えた芸能人一斉捜査SP』に出演し、「テレビにめちゃくちゃ出たい」「ホストのネタがある時は強いんですけど、ホスト時代の話しかできず飽きられた」と語った。
  - しかし、暫くテレビから姿を消していた理由は、2011年に出演するはずであったテレビドラマを降板させられたこと（主演する俳優と城咲のキャラが被っていたという理不尽な理由）が発端であると後年になり語っている。当時の所属事務所はテレビ局側に城咲はドラマ撮影に集中するために他の仕事を2か月もの期間一切入れずにいたことを述べ、当初の予定通り出演させるよう抗議したがテレビ局側の決定は覆らず心証を悪くさせてしまう結果に陥った。その後、5年ほど不遇な時期を過ごすことになった[18]。
  - そのような境遇でも、タレントデビュー当初から出演していたテレビショッピング番組には継続的に出演していた。タレントの仕事は激減したが、その分空いた時間を勉強に充てることにした。特に、テレビショッピングで扱うことの多い商品に関する知識を蓄えるための資格や免許取得に励んだ。ダイエットインストラクター、スーパーフードマイスター、薬膳インストラクター、雑穀マイスター、ソイフードマイスターなどの食品関連の資格を中心に取得。他にスクーバダイビングアドバンスのライセンスも得ている[18]。近年は「フードアドバイザー」の肩書を名乗ることも多い[19]。実家の中華料理屋の秘伝のタレを参考に独自開発したというオリジナルのタレ「漸（ZEN）」のプロデュースも手掛けている[20]。
  - テレビショッピングのバイヤーとしては、1日最高2億5000万円の売り上げを記録している。その実績を買われ、商品開発やアドバイザーの仕事も舞い込むようになったという[18]。
- 坂上忍が主宰する舞台で、坂上に叱咤激励され「（今では）何事にも全力を尽くせるようになった」[21]と前向きな姿勢を語っている。
- 呑みに行くとホスト時代の名残で高い酒をすすめられることがあるという。ホストを引退した当時は「それに乗っかって、城咲仁を演じていた」と語っている。
- ホスト時代は1500万円のベンツで移動していたが、ホスト引退後は車を処分し電車で移動している[17]。

## 出演

### テレビ
- Dのゲキジョー 運命のジャッジ（フジテレビ）
- とんねるずのみなさんのおかげでした（フジテレビ）
- ペケ×ポン（フジテレビ）
- クイズ!ヘキサゴンII（フジテレビ）
- ネプリーグ（フジテレビ）
- テリー伊藤プロデュース 業界マル秘研修ビデオ（2006年4月 - 、フジテレビ739）
- run for money 逃走中（2006年9月27日、フジテレビ）
- P-1ゴールドラッシュ（2007年4月 - 、テレビ大阪）
- MIDTOWN TV火曜「城咲仁と磯山さやかの極めみち」（2007年7月 - 2008年2月、GyaO）
- 夏のオススメスペシャル 城咲仁の女性を癒す旅（2007年7月26日、テレビ東京、グアムロケ番組）共演：小泉麻耶
- MIDTOWN TV金曜「キネマルネッサンス あ〜や城」（2008年2月1日 - 7月26日、GyaO）
- 徹子の部屋（テレビ朝日）
- クイズプレゼンバラエティー Qさま!!（テレビ朝日）
- ロンドンハーツ（テレビ朝日）
- めちゃ×2イケメンパラダイス学園（2008年4月、フジテレビ系）
- ReachBoys 銀玉王（2008年10月 - 、サンテレビ）
- 笑っていいとも!（2009年3月10日、フジテレビ系）
- 踊る!さんま御殿!!（日本テレビ）
- ダウンタウンDX（日本テレビ）
- ぐるぐるナインティナイン（日本テレビ）
- ザ!世界仰天ニュース（日本テレビ）
- 王様のブランチ（TBS）
- 関口宏の東京フレンドパークII（TBS）
- オールスター感謝祭（TBS）
- うたばん（TBS）
- もしものシミュレーションバラエティー お試しかっ!（テレビ朝日）
- 上沼恵美子のおしゃべりクッキング（テレビ朝日）
- いきなり!黄金伝説。一ヶ月一万円生活（テレビ朝日）
- 『ぷっ』すま（テレビ朝日）
- タモリ倶楽部（テレビ朝日）
- アイ・コレ・アイ
- 秒ヨミ!
- 田舎に泊まろう!（テレビ東京）
- TVチャンピオン2（テレビ東京）
- THE 料理王（2010年、日本テレビ）
- 土曜スペシャル「食べ飲み放題で6800円の人気絶景宿」（2010年8月、テレビ東京）
- 城咲仁のお手軽クッキング（QVC）
- ごちそうライフ3（2017年10月 - 2020年3月、千葉テレビ放送)
- 水曜日のダウンタウン（TBS）

### テレビドラマ
- 電車男 第2話（2005年、フジテレビ） - 充電器買占め男 役
- 危険なアネキ（2005年、フジテレビ） - 里美亮輔 役
- 美味學院（2007年、テレビ東京） - 徳平慶伸 役
- パズル 第2話（2008年、テレビ朝日） - 玉田和久 役
- メイド刑事 Misson9（2009年、テレビ朝日） - 西園寺透 役
- 嬢王3 〜Special Edition〜 第9話（2010年、テレビ東京）- 土屋 役
- ハンチョウ〜神南署安積班〜 シリーズ4 〜正義の代償〜 第3話（2011年、TBS） - 北原雅彦 役
- 土曜ワイド劇場「司法教官・穂高美子」（2011年9月3日、テレビ朝日） - 佐久間登 役
- 幸せの時間（2012年、東海テレビ） - 柳浩一 役
- 匿名探偵 第7話（2012年、テレビ朝日） - 九条重雄 役
- 仮面ライダーウィザード 第34話・第35話（2013年、テレビ朝日） - 小須田明人 役
- 新・刑事吉永誠一 第1話（2014年、テレビ東京） - 佐久間裕司 役
- 水曜ミステリー9「ドクターハート 薮田公介の事件カルテ」（2014年11月19日、テレビ東京） - 島村隆志 役
- 土曜ワイド劇場「ヤメ検の女5」（2014年12月20日、朝日放送） - 金子修 役
- 水曜ミステリー9「信州山岳刑事 道原伝吉3」（2015年4月8日、テレビ東京） - 城田雅一 役
- 青春探偵ハルヤ〜大人の悪を許さない!〜 第1話（2015年10月15日、読売テレビ） - 松本賢司 役
- 土曜ワイド劇場「ショカツの女 新宿西署 刑事課強行犯係11」（2015年11月21日、朝日放送） - 赤木崇典 役
- 月曜名作劇場
  - 「あんみつ検事の捜査ファイル2」（2017年2月6日、TBS） - 飯田守男  役
  - 「魔性の群像4」（2017年） - 本松大輔 役

### 映画
- 春の居場所（2006年） - 現在の伊藤善行 役
- COOL BLUE[22]（2011年11月） - AKIRA 役
- メンタリスト響翔II〜心からの生還〜（2012年10月） - 成瀬和馬 役
- ワンネス〜運命引き寄せの黄金律〜（2014年） - 先進技術研究室教授 水島修一 役
- クレヨンしんちゃん 爆睡!ユメミーワールド大突撃（2016年） - 本人役（特別出演）
- THE ACTOR -ジ・アクター-（2016年） - クラモチ(俳優) 役

### Vシネマ
- 消しゴム屋（2008年2月25日、GPミュージアム） - 主演・涼介 役
- 消しゴム屋2（2008年5月25日、GPミュージアム） - 主演・涼介 役
- むこうぶち6 高レート裏麻雀列伝 女衒打ち（2009年6月25日、オールインエンタテインメント） - 深見(キャバクラのスカウトマン) 役
- 実録マフィアンヤクザIV ABOVE THE LAW（2013年） - 社長 役
- 実録マフィアンヤクザVI UNDERWORLD（2013年） - 磁気カードの売人 役

### 舞台
- 日ノ丸レストラン 改訂版（2005年） - 榊祐二 役
- mama loves MAMBO IV（2006年8月 - 、東京/福岡/広島/大阪/名古屋） - 雑誌記者 橋本 役
- 「7@dash〜僕らの人生はいつもA'だった」(2008年、シアターグリーン)
- スカルプDプレゼンツ「旅立ち〜足寄より〜」（2012年7月-8月、草月ホール）
- Stylish shine!! Vol.3「Snow Princess!」(2012年12月5日-12月9日、全労済ホール/スペースゼロ)
- 「解体屋 BARASHIYA〜そこは残しておくよ〜」主演 (2013年6月18日-6月23日、池袋シアターグリーン BIG TREE THEATER)
- SHINOBU'S BRAIN IN THE SOUP Re:make「PAIN」脚本・演出: 坂上忍(2013年8月13日-8月18日、下北沢「劇」小劇場)
- 企画演劇集団ボクラ団義-PlayAgain-vol.4「ゴーストライターズ！！」作・演出:久保田唱(2014年2月28日-3月9日、SPACE107)
- タンバリンプロデューサーズ公演「恋する、プライオリティシート」(2014年4月16日 - 20日、吉祥寺シアター)

### ラジオ
- WANTED!木曜日城咲仁&猫ひろし（JFN系 2005年4月 - 2007年3月）

### CM
- サントリー（BOSSレインボーマウンテン） - 城咲JIN 役

## リリース作品

### シングル CD
- ブルドッグ（2006年、フォーリーブスのカバー曲）

### DVD
- regalo（2005年 ソフトオンデマンド）

### 書籍
- すべての女が幸せになれる!（2005年、講談社）
- 野菜たっぷり おいしいレシピ（2007年、ORANGE PAGE BOOKS）
- 仁義なき恋の取調室（2008年、講談社V
- 城咲仁の300円以下簡単アレンジレシピ（2010年、KKロングセラーズ）
- 城咲仁のモテる男養成講座『今からモテにいくぞ!』今モテ（電子書籍、2010年、株式会社 Good Appeal）